# Філіппінська кухня
Філіппінська кухня (тагал. Lutuing Pilipino) — складалася сторіччями під впливом східних та західних традицій, зокрема малайської, іспанської, китайської та американської кухонь.

## Типові страви

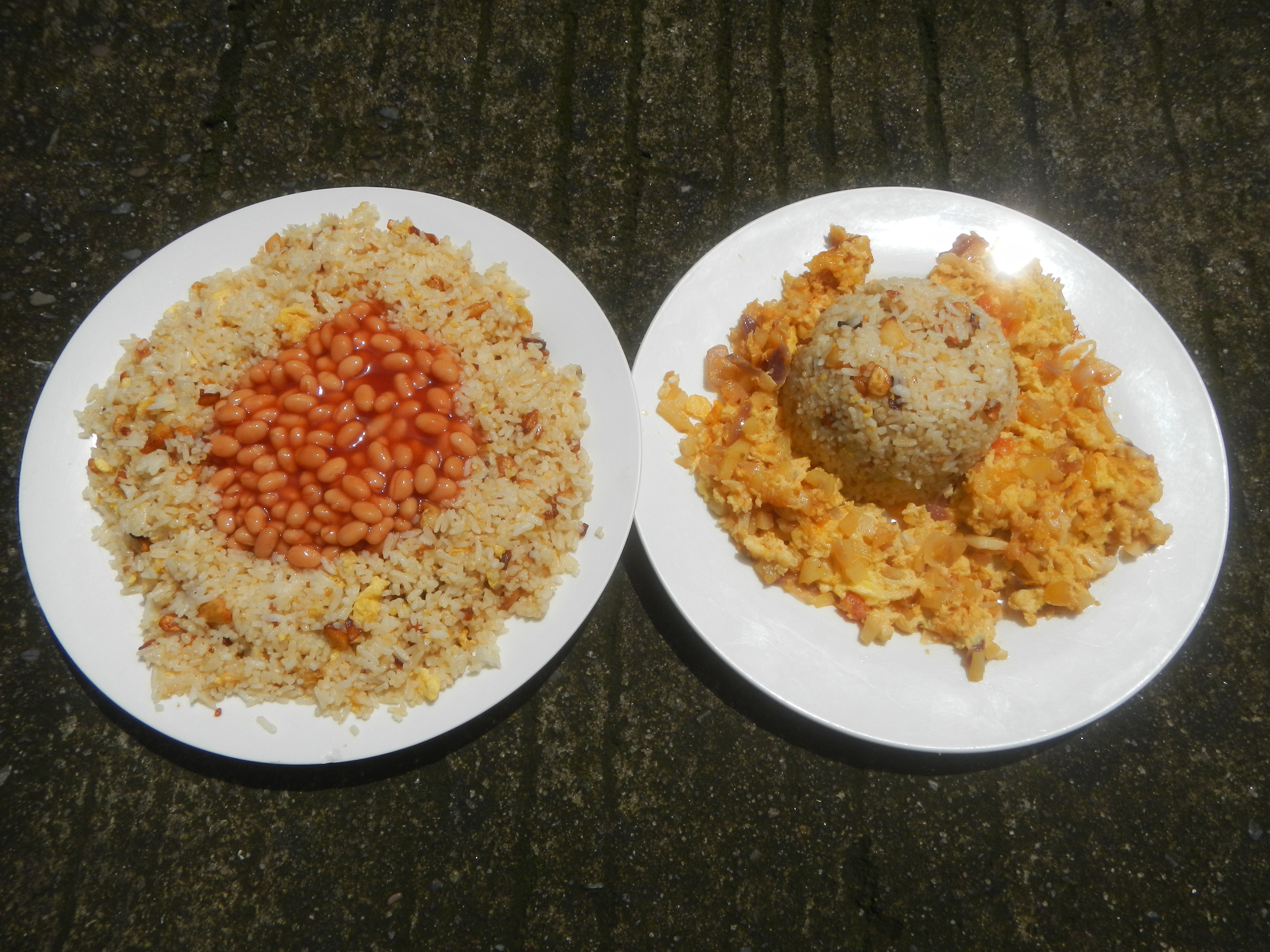

### Рис
Як і в решті Азії, білий рис на Філіппінах є не тільки заміною хліба, основою безлічі перших і других страв, але навіть складової багатьох десертів (особливих тістечок і цукерок). Найчастіше використовується відварений слабосолоний рис, який подають до риби, м'яса та птиці. Також рис можуть смажити з морепродуктами, у холодному вигляді додавати до салатів. З рисового борошна готують оболонку шумай (пельменів) та деякі види локшини. Поширена страва лонтонг, рис, зварений в обгортці з бананового листя, а також кетупат — аналогічна страва, рис у якій загортають у пальмовий лист.

### Локшина та овочі

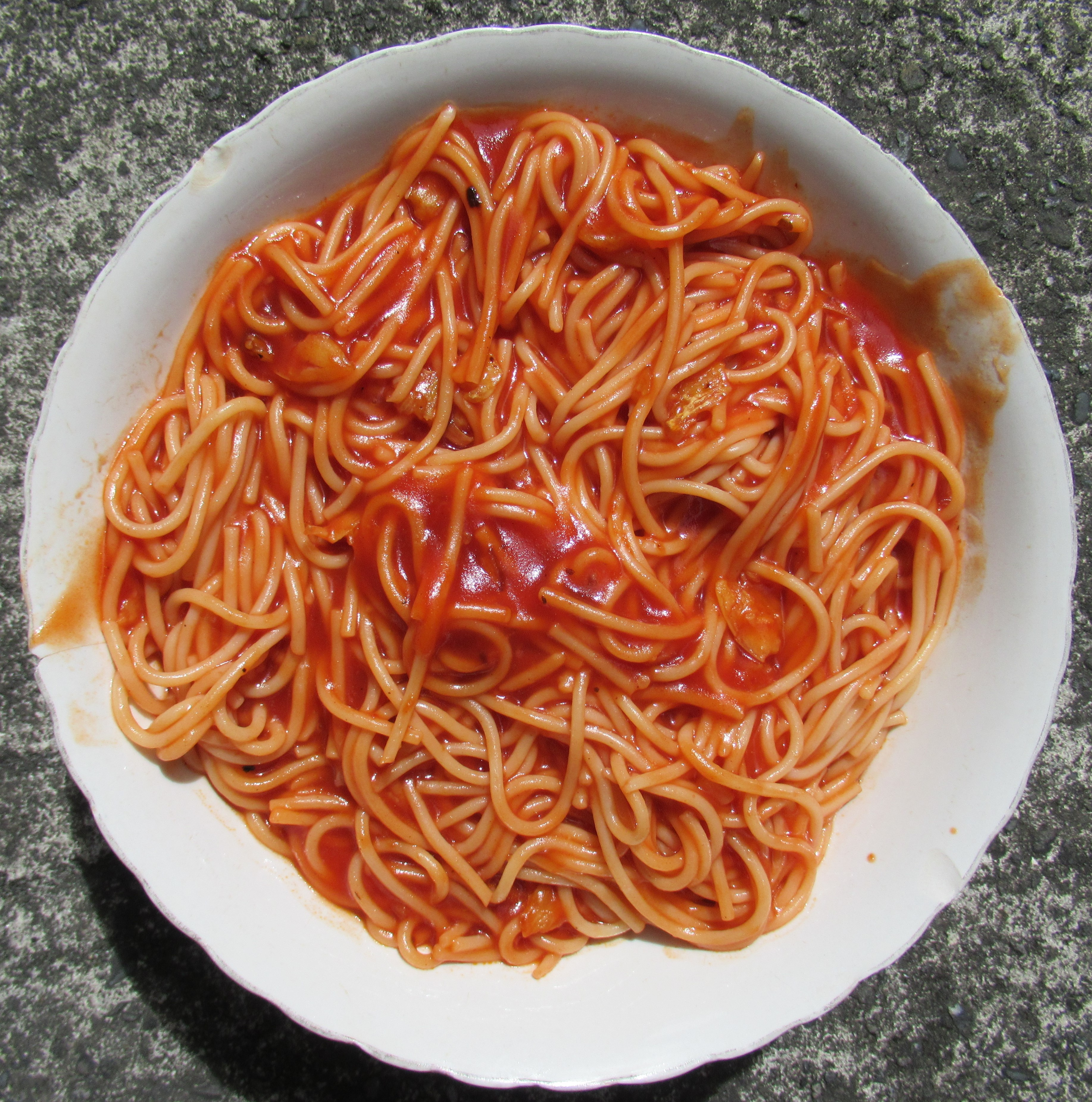
Філіппінські спагеті

Локшина з пшеничного, рисового або гречаного борошна (сотангон, пансіт) - спадщина китайської кухні. Її у великій кількості додають до місцевих супів, а пансит — відварена рисова локшина з соусом і дрібно рубаною свининою (курятиною, морепродуктами) — одна з найпопулярніших страв. Неабиякою популярністю з середини XX століття користуються філіппінські спагеті — місцева адаптація відповідного виду пасти з болоньезе соусом, яка відрізняється від свого італійського прототипу солодким смаком, що досягається за рахунок використання бананового соусу або коричневого цукру.

### Риба та морепродукти

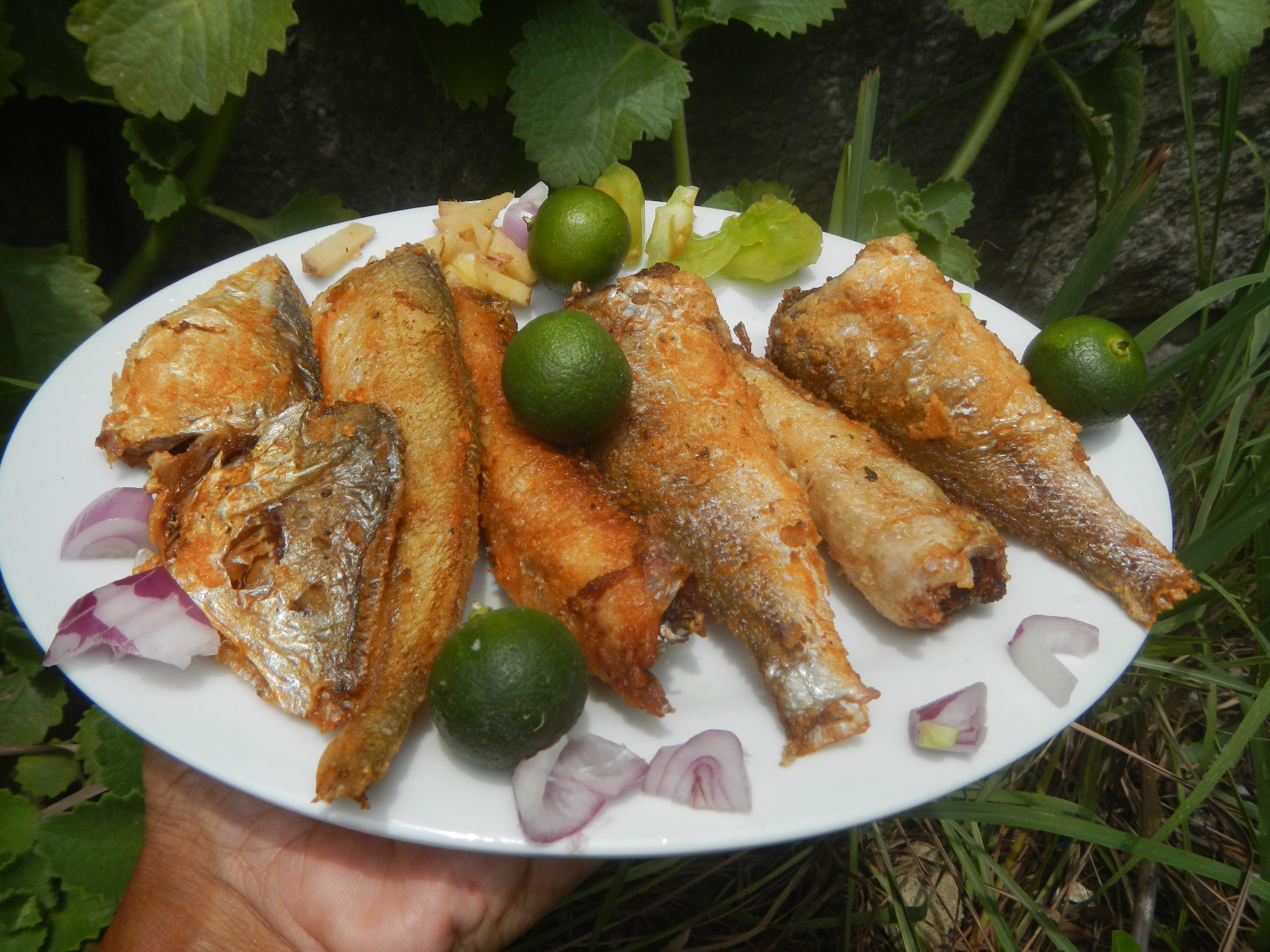
Рибна страва

Завдяки географічному розташуванню держави, риба та морепродукти широко поширені у філіппінській кухні. Рибу в домашніх умовах зазвичай готують на пару або грилі, а подають на стіл з рисом або овочами. Найчастіше вживані на островах види риби: ханос, морський окунь (лапу-лапу), форель, марлін, тунець, скумбрія, тиляпія, акула і скат. Ловлять і вживають тут креветок, мідій, восьминогів, крабів, кальмарів. 

### М'ясо та птах

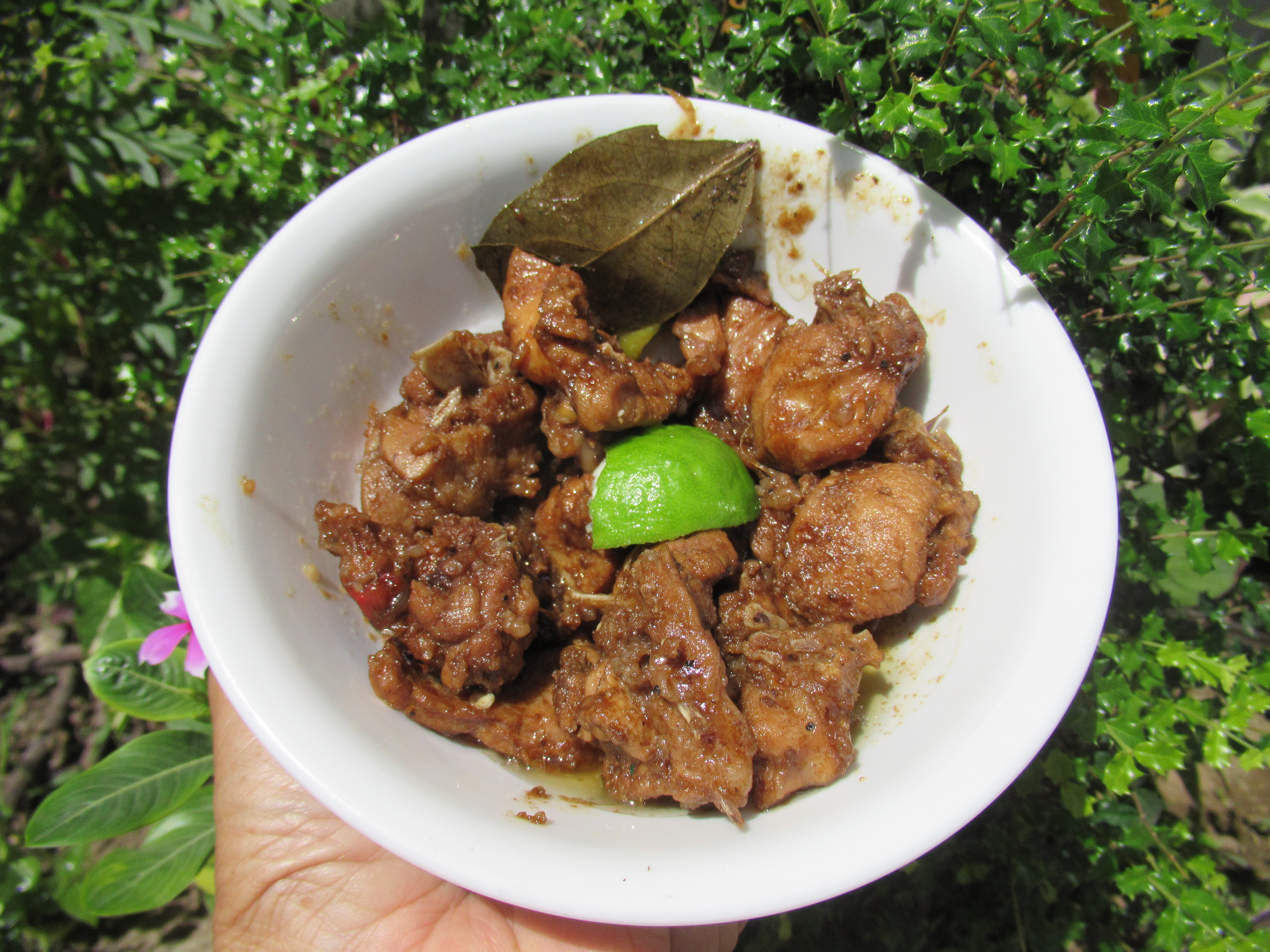
Філіппінське абодо

На Філіппінах популярні також м'ясні страви. Причому, завдяки тому ж змішанню кулінарних традицій, на архіпелазі можна скуштувати як звичні європейські або азійські страви зі свинини, яловичини та курки (смажене курча, курячі ніжки, курка-каррі, м'ясо в кисло-солодкому соусі, паелья бобами пучеро), так і традиційні місцеві страви на кшталт адобо, смаженої свинячої шкіри чичарон. 

### Соуси
Популярний банановий кетчуп, що почали готувати під час Другої світової війни через нестачу помідорів. 

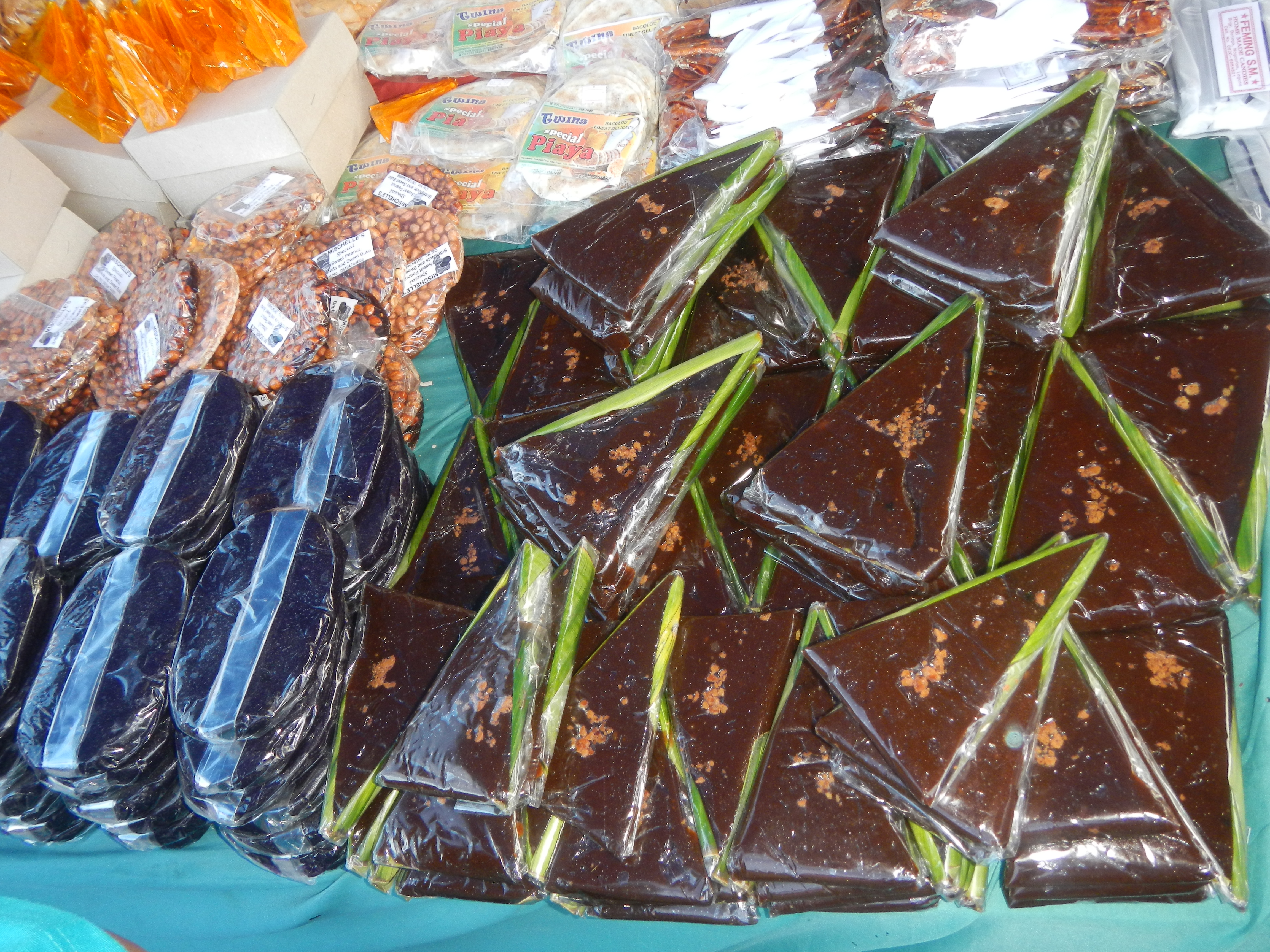
Філіппінські десерти

### Десерти
Десерти на архіпелагу в переважній більшості готуються на основі численних тутешніх фруктів: бананів, гуави, ананасів, папаї, манго, азійського ямсу, апельсинів, каламондинів та інших. Їх їдять як солодкі салати, додають у морозиво та желе, роблять з них соуси та джеми (кокосовий джем), додають у торти та цукерки тощо. Крім фруктів, у десертах використовують яйця та борошно, желатин, кокосове молоко та м'якоть, коричневий цукор, солодку кукурудзу, серцевину сагової пальми, рис. 

### Напої
Охолоджені напої популярні завдяки тропічному клімату. Кіоски з прохолодними фруктовими напоями та фруктовими коктейлями поширені в багатьох районах міста, де деякі з них створені на основі зеленого мандарина, помело, ананаса (пінья), банана і кислиці. Як правило, коктейлі містять колотий лід, згущене молоко, а також такі фрукти, як манго, авокадо, диня, дуріан, папая, полуниця та кавун. 

### Алкогольні напої
На Філіппінах є широкий вибір алкогольних напоїв, які виробляються місцевими пивоварними та винокурними заводами.

## Кухня Мінданао
На острові Мінданао, південній частині острова Палаван, Сулу і Таві-Таві, страви насичено приправленими спеціями, звичними для Південно-Східної Азії: куркума, коріандр, лимонна трава, кмин і перець чилі — інгредієнти, які зазвичай не використовуються в решті філіппінської кухні. . Кухня корінних етнолінгвістичних націй, які є християнськими, мусульманськими або лумадськими народами Мінданао та архіпелагу Сулу, має багато спільного з багатою малайською кухнею Малайзії та Брунею, орієнтованою на спеції, а також з індонезійською та тайською кухнями. інші кухні Південно-Східної Азії. Кухня Мінданао представляє культурні досягнення доіспанської філіппінської кухні в інших частинах країни безпосередньо перед іспанською колонізацією з кінця 16-го до початку 17-го століть. Натяки на подібні страви та смаки також можна знайти в регіоні Бікол , які все ще віддають перевагу смаку з кокосом і спеціями, схожим на Мінданао. 
Відомі страви Мінданао і Сулу включають сате. Деякі райони Мінданао є переважно мусульманськими, де свинину вживають рідко, а баранина та яловичина є основними червоними сортами м’яса.

## Фото страв Філіппінської кухні

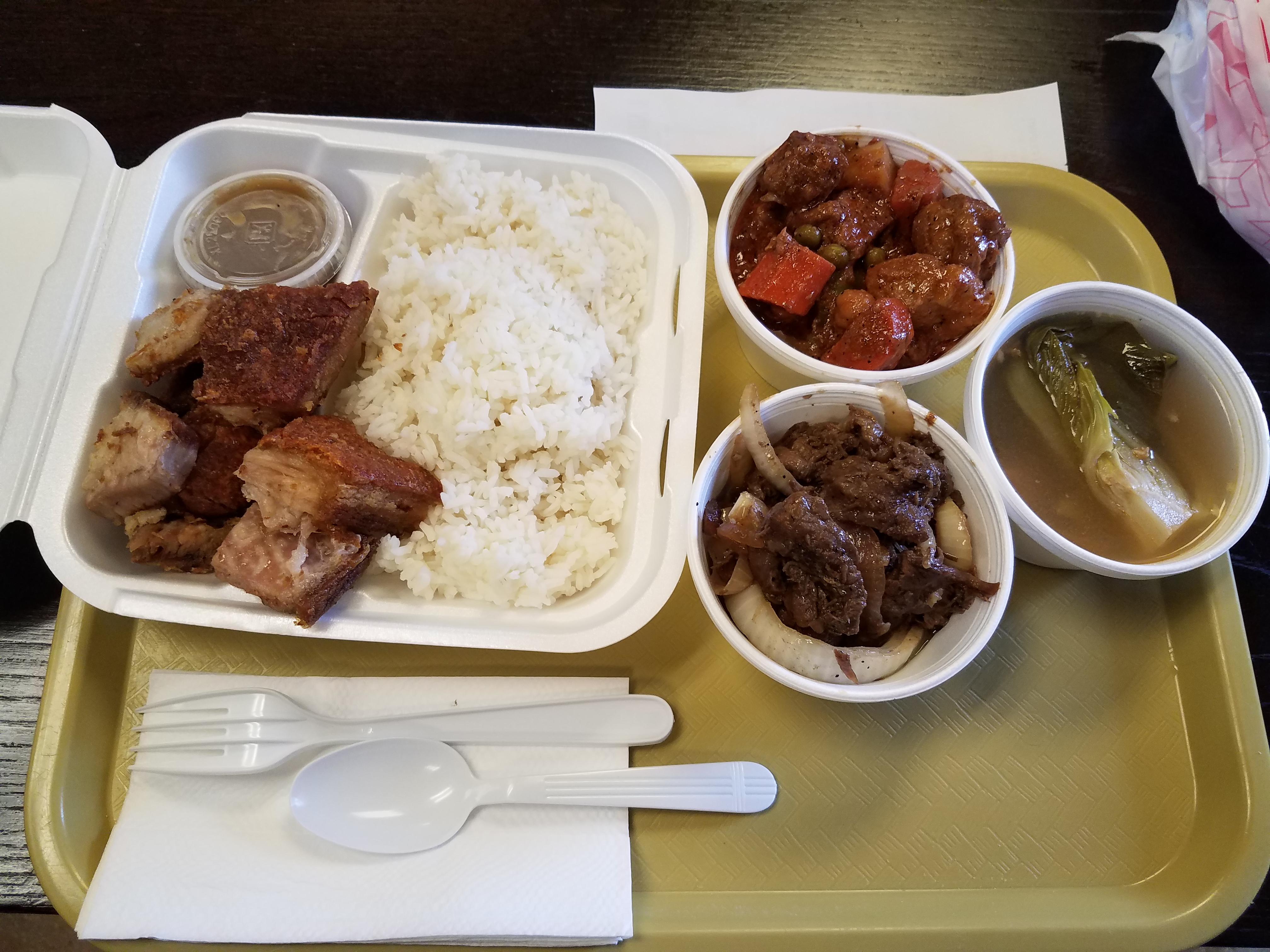
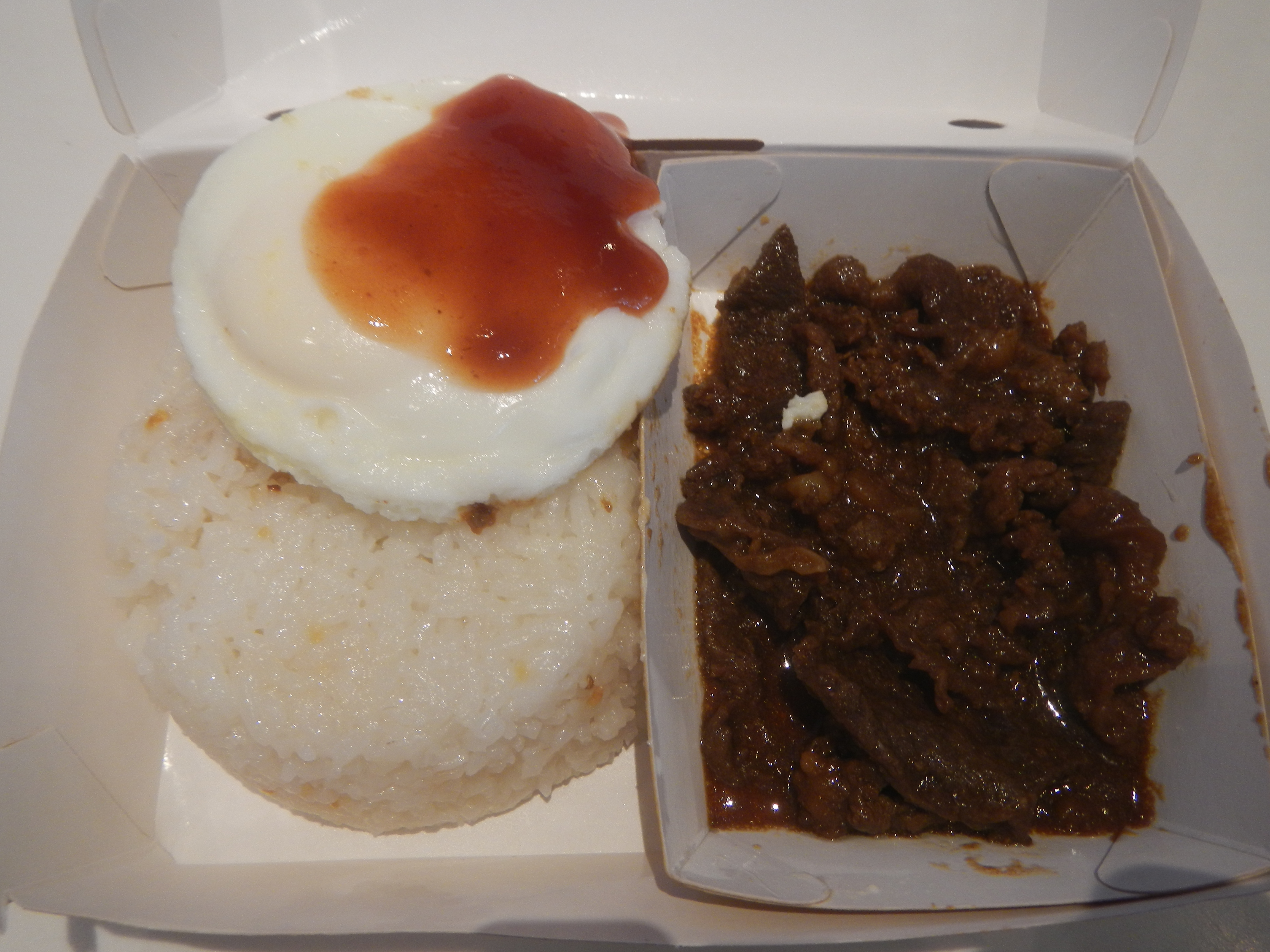
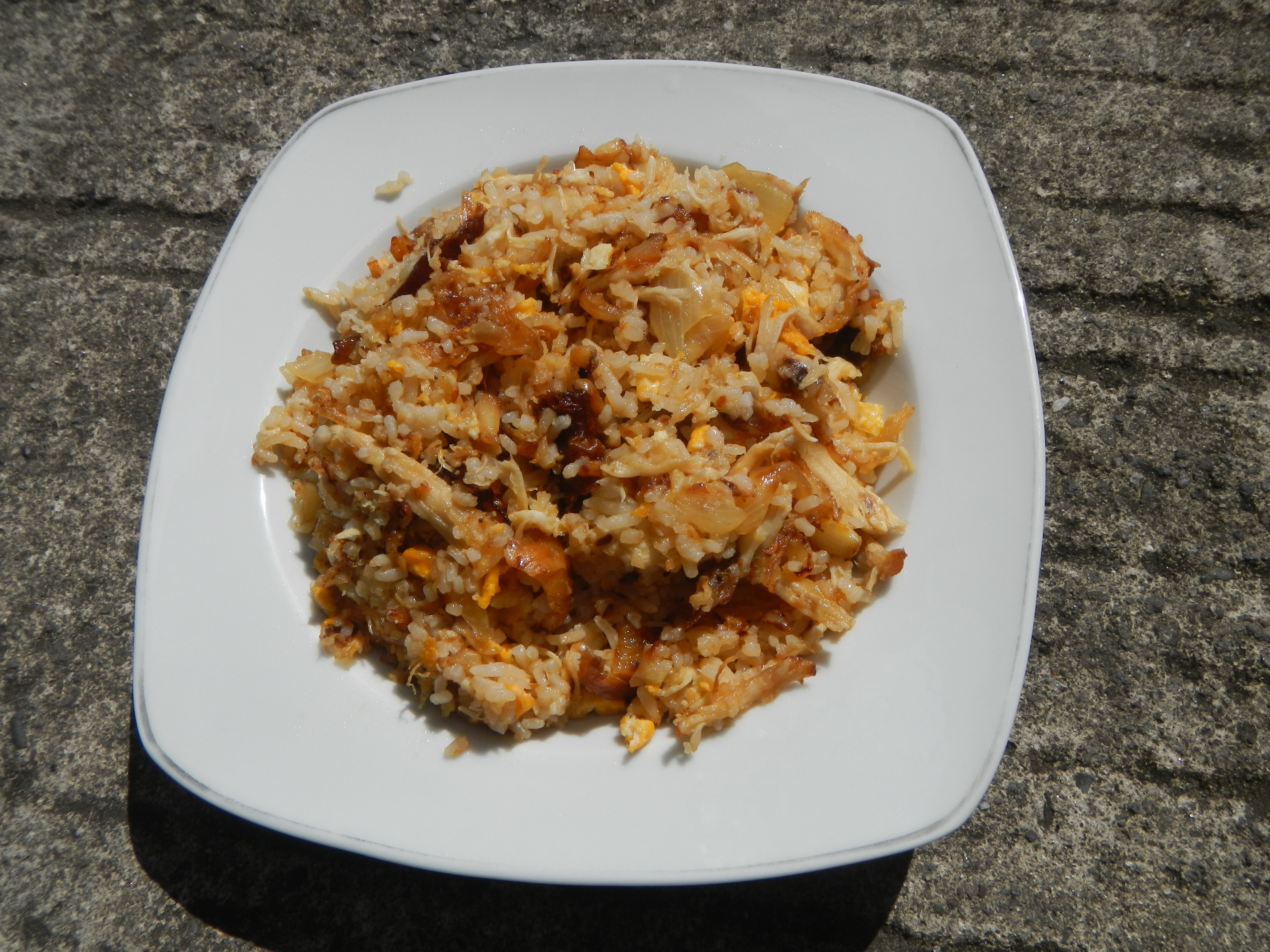
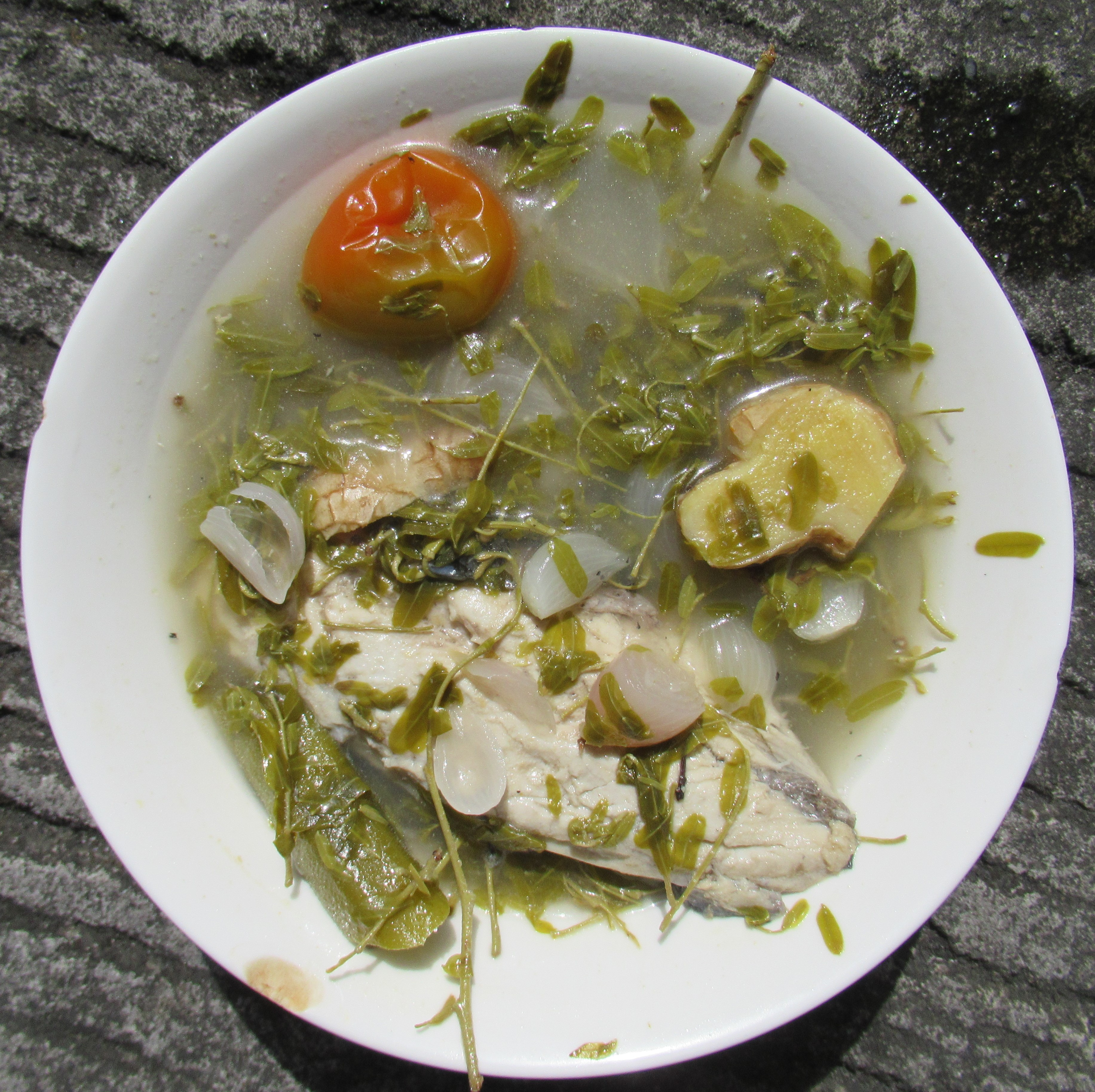
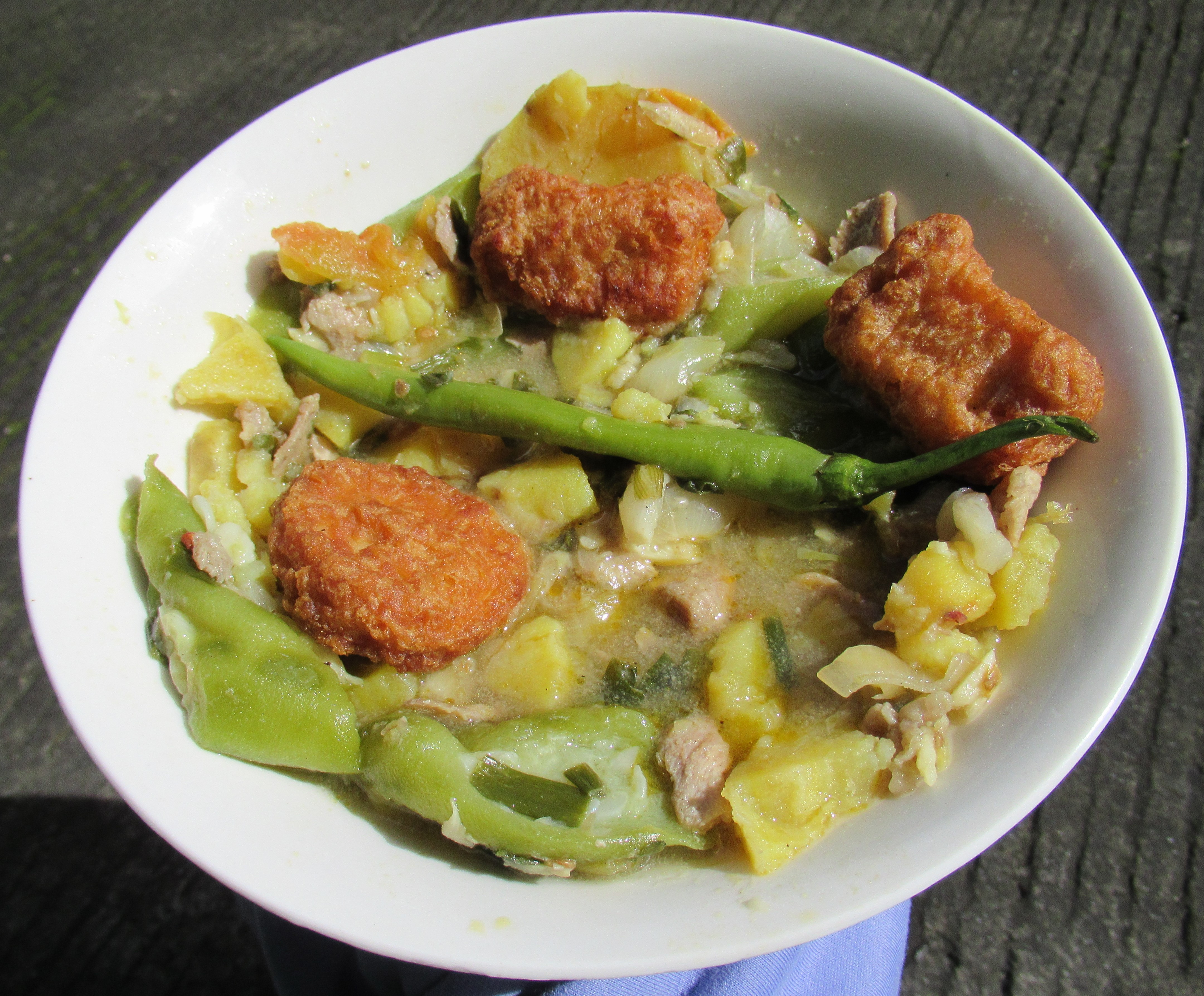
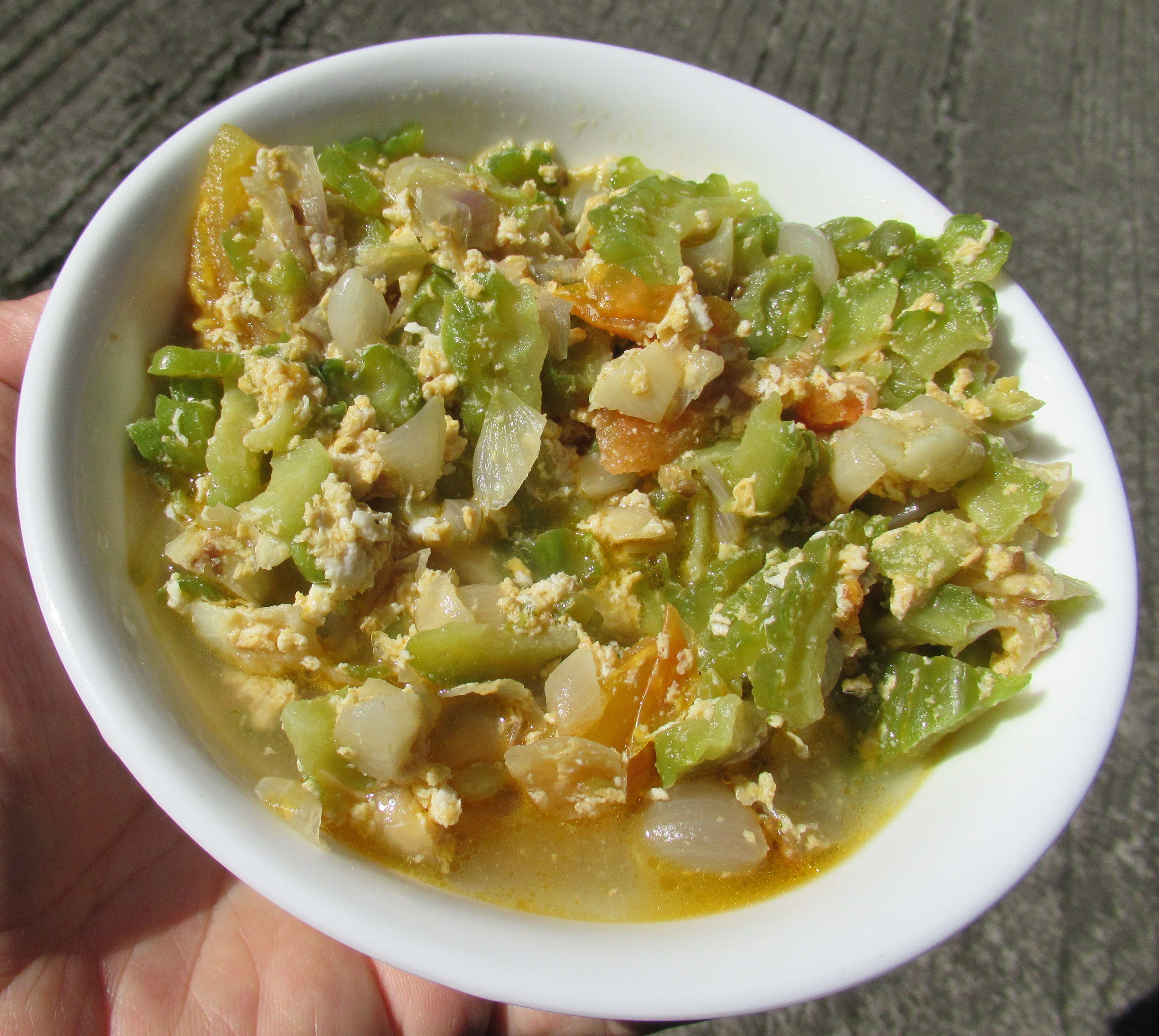
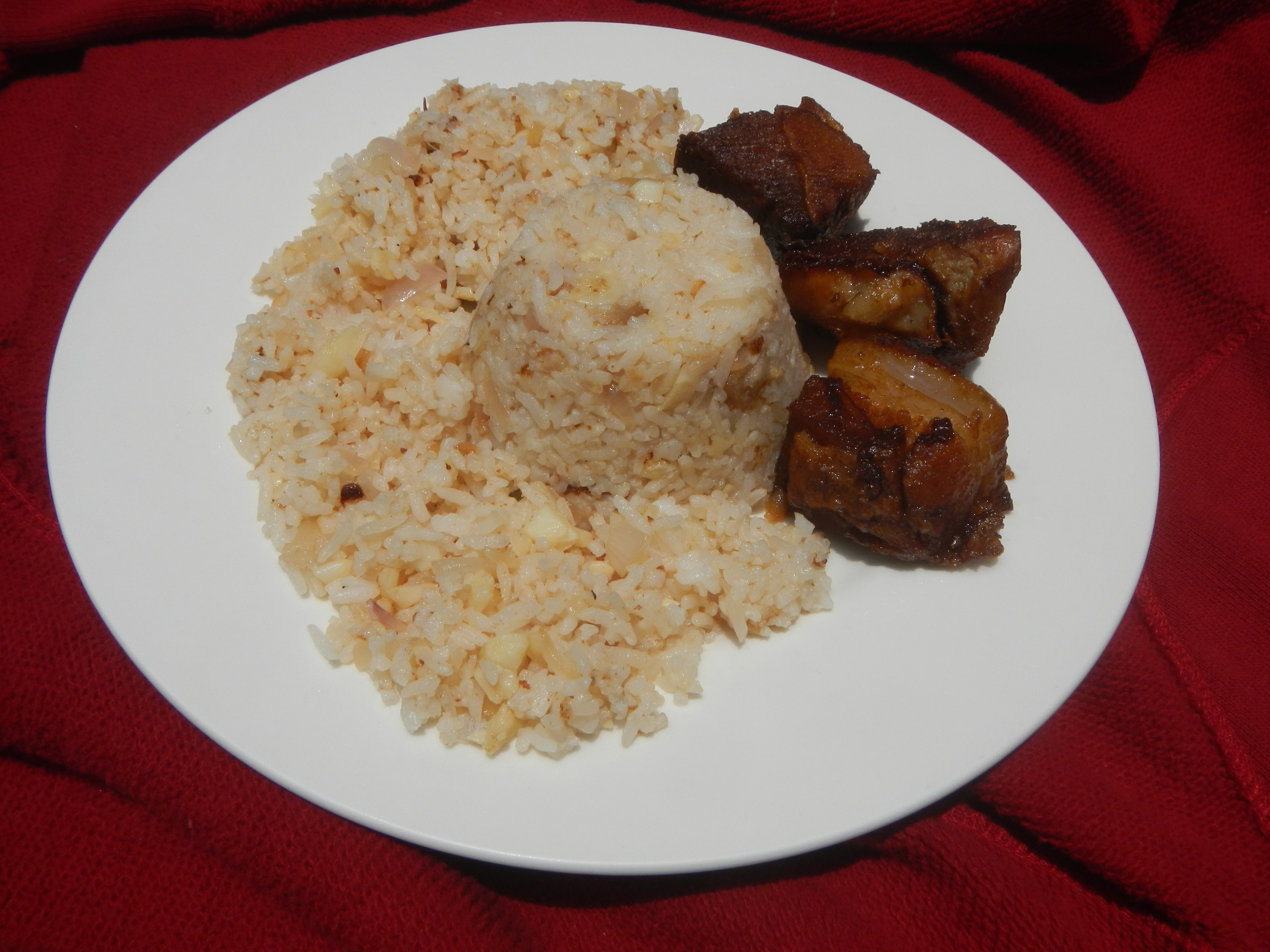
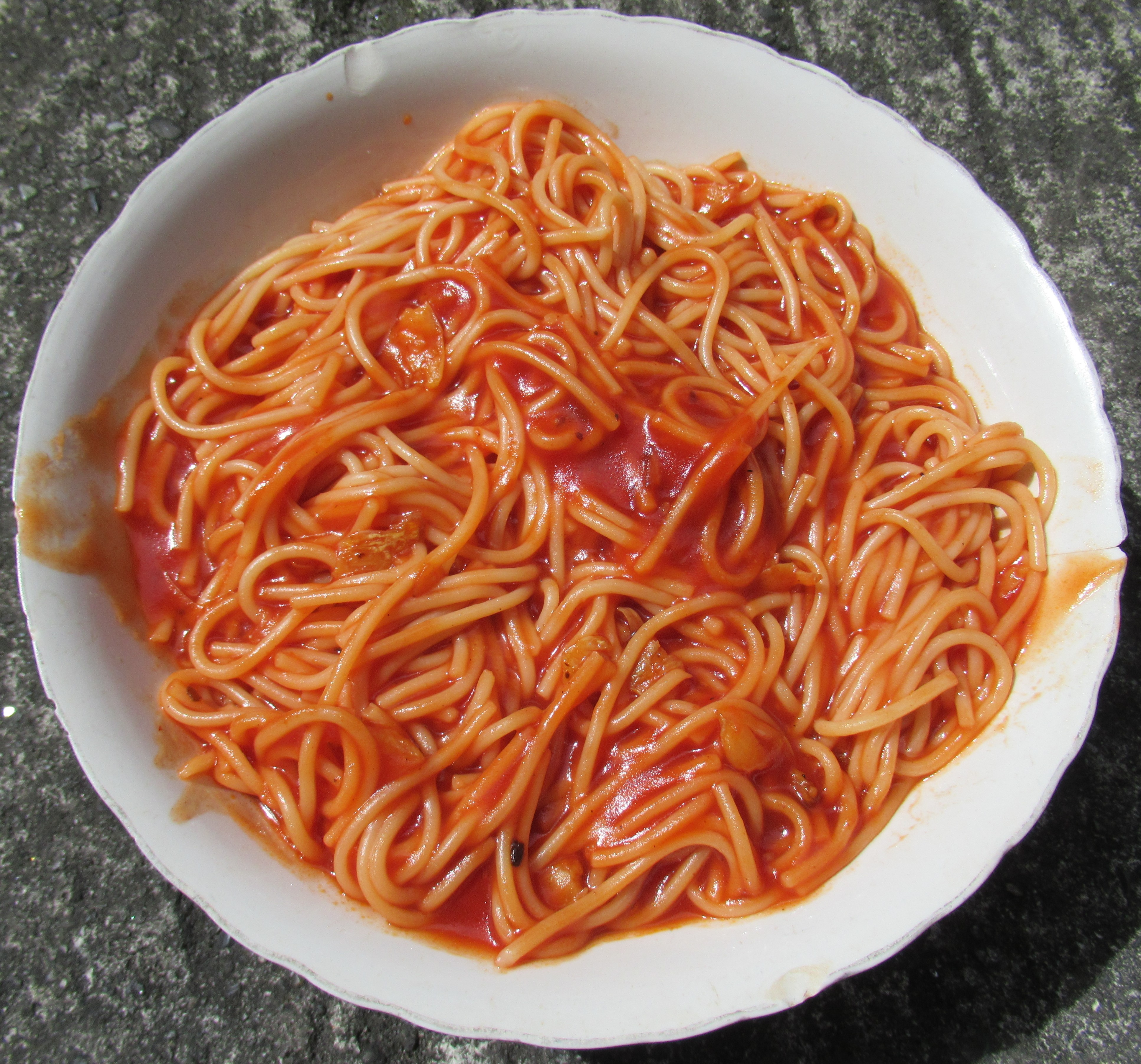
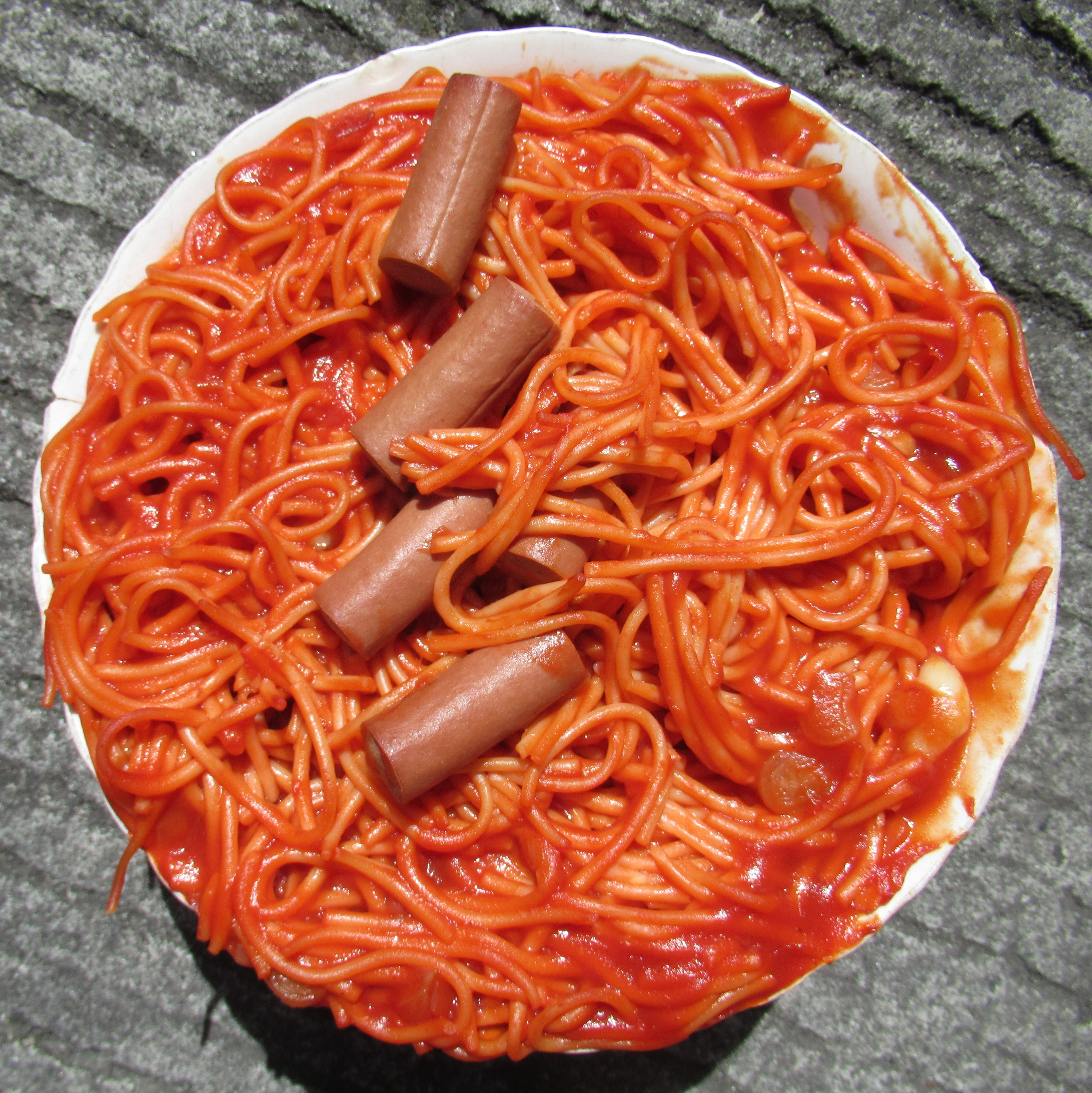
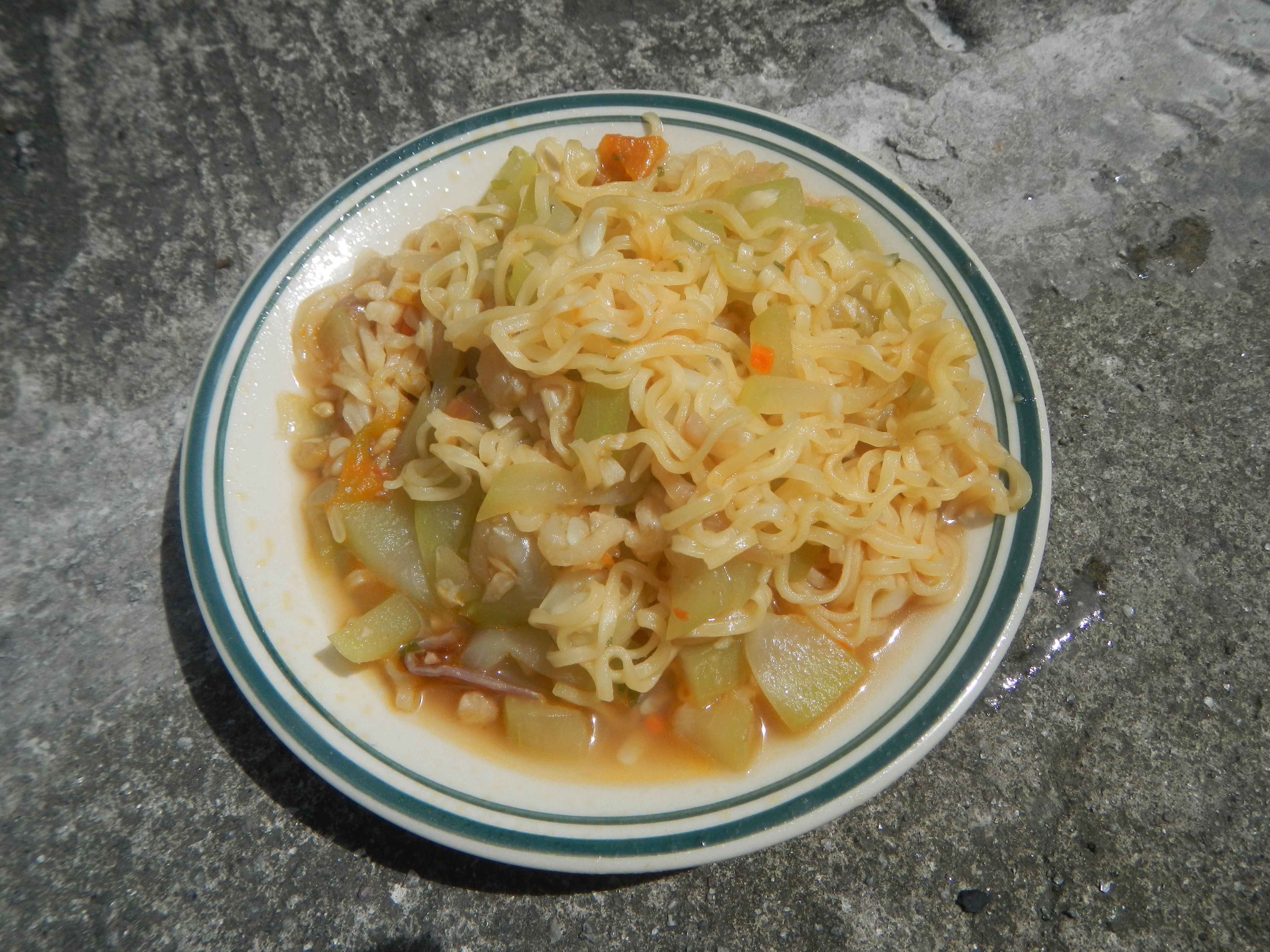